# Elsa Maxwell

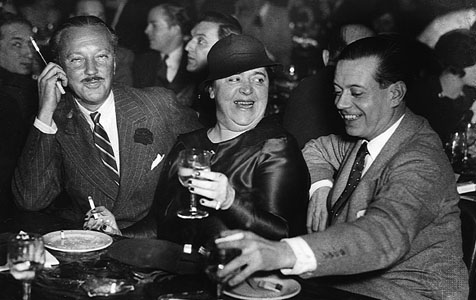
Elsa Maxwell i Col·le Porter

Elsa Maxwell (Keokuk, Iowa, 24 de maig de 1883 — Nova York, 1 de novembre de 1963) fou una periodista estatunidenca especialitzada en xafarderies d'artistes i de l'alta societat a l'estil de Hedda Hopper i Louella Parsons a Hollywood; va ser temuda per col·legues i famosos.
Se li acredita presentar el joc del tresor en festes de societat de l'era moderna. (Còpia de fitxer a la Wayback Machine.)
Actuà en la pel·lícula del 1943 Stage Door Canteen, al costat de Judith Anderson, Tallulah Bankhead, Katharine Cornell, Lynn Fontanne, Helen Hayes, Gertrude Lawrence, Yehudi Menuhin, i Cornelia Otis Skinner.
Es va atribuir haver presentat Rita Hayworth al príncep Alí Khan el 1948. Anne Edwards suggereix que Maxwell era lesbiana i va tractar de seduir Maria Callas introduint-la en l'alta societat.
Entre 1912 i 1963 fou amant de l'escocesa Dorothy "Dickie" Fellowes-Gordon, nomenada hereva seua.